# Chidera Eggerue
Chidera Eggerue (també coneguda pel seu nom de ploma, the Slumflower) és una escriptora i blogger de moda. És coneguda pel seu llibre What a Time to Be Alone, i la campanya online #SaggyBoobsMatter.

## Primers anys
Eggerue va créixer al sud-est de Londres, a Peckham, un barri on la majoria dels habitants són nigerians britànics. La seva família són igbos. Va anar a la universitat per estudiar disseny de moda, però va abandonar a causa d'una depressió.

## Carrera
En 2017, Eggerue va engegar #SaggyBoobsMatter, un hashtag que va guanyar prominència a twitter i instagram per desafiar la convenció que les dones amb pits grans han de portar sostenidor si tenen els pits caiguts. Quan era adolescent se sentia insegura a causa que no veia els seus pits com la del model de l'embalatge del seu primer sostenidor. Més tard va decidir abraçar la seva forma i va publicar una foto portant un vestit sense sostenidor el setembre de 2017, usant el hashtag. Segons Eggerue, Hi ha prou espai per a tothom en el moviment body positivity". Però hem de treballar junts per donar cabuda als més marginats que nosaltres.
Eggerue ha rebut una reacció a la campanya. A principis de 2018, una de les seves imatges sense sostenidor es va convertir en un meme que feien referència als seus comentaris i una altra dona negre com a poc atractiva. També ha estat titllada de "cercadora d'atenció."
Aleshores va començar un blog anomenat The Slumflower per ressaltar la moda que no és coberta per allò que és convencional. El nom es refereix al concepte d'una rosa que creix del formigó, i procedeix del curtmetratge creat per duo creatiu Street Etiquette. El blog presenta modes d'estil modern que són assequibles. Ella també escriu sobre temes com l'amistat, cites, el racisme i el sexisme.
A començaments de 2018 va allotjar un documental de Newsbeat que explorava la pèrdua del cabell i les seves pròpies experiències amb l'alopècia per tracció.
Ella cita Munroe Bergdorf, Renni Eddo Lodge i Chimamanda Ngozi Adichie com les seves més grans inspiracions.
També és directora creativa d'Innclusive, una organització de lloguer d'habitatges que presta serveis a un públic multiracial.

### What a Time to Be Alone
Després d'haver estat encoratjada pels seus seguidors digitals, Eggerue va crear un zine en Adobe InDesign amb consells sobre l'amor propi. Després d'una recepció positiva, ella va començar a buscar un editor. Eggerue va publicar un llibre anomenat What a Time to be Alone: The Slumflower's Guide to Why You Are Already Enough en juliol de 2018 sota Quadrille Publishing. Uns dies després després de la publicació el llibre esdevé un bestseller de Sunday Times El llibre se centra en l'amor propi i conté consells sobre com les dones poden ser felices soles. Eggerue utilitza proverbis igbo al llarg del llibre.
Va enregistrar una Ted Talk sobre l'amor propi anomenada com el llibre el mateix més que va ser publicat.

### Reconeixement
En 2018 fou escollida per a la llista 100 Women BBC.